# The Little Stranger (Film)
The Little Stranger ist ein Mystery-Thriller von Lenny Abrahamson, der auf dem im Jahr 2009 veröffentlichten gleichnamigen Roman der britischen Autorin Sarah Waters basiert. Der Film kam am 31. August 2018 in die US-amerikanischen Kinos.

## Handlung
Der Arzt Dr. Faraday, der als Sohn eines Hausmädchens geboren wurde, sich aber auf dem Land eine bescheidene Existenz aufgebaut hat, wird während des langen, heißen Sommers im Jahr 1947 zu einem Patienten nach Hundreds Hall gerufen, wo seine Mutter einst angestellt war. Hundreds Hall ist seit mehr als zwei Jahrhunderten der Wohnsitz der Familie Ayres, doch nun steht der Niedergang der Bewohner des uralten Hauses bevor. Faraday stellt seine medizinischen Fähigkeiten in den Dienst der Familie. Schon bald häufen sich die seltsamen Vorkommnisse in Hundreds Hall.

## Produktion
Regie führte Lenny Abrahamson. Bei The Little Stranger handelt es sich um den ersten Langfilm / abendfüllenden Spielfilm seit Room, den der hierfür Oscar-nominierte Regisseur drehte. Der Film basiert auf dem im Jahr 2009 veröffentlichten Roman Der Besucher (Originaltitel The Little Stranger) der britischen Autorin Sarah Waters, der von Lucinda Coxon für den Film adaptiert wurde. Film und Buch nehmen eine übernatürliche Wendung und erzählen von einem mysteriösen Treiben in einem alten britischen Landgut in Großbritannien nach dem Zweiten Weltkrieg.

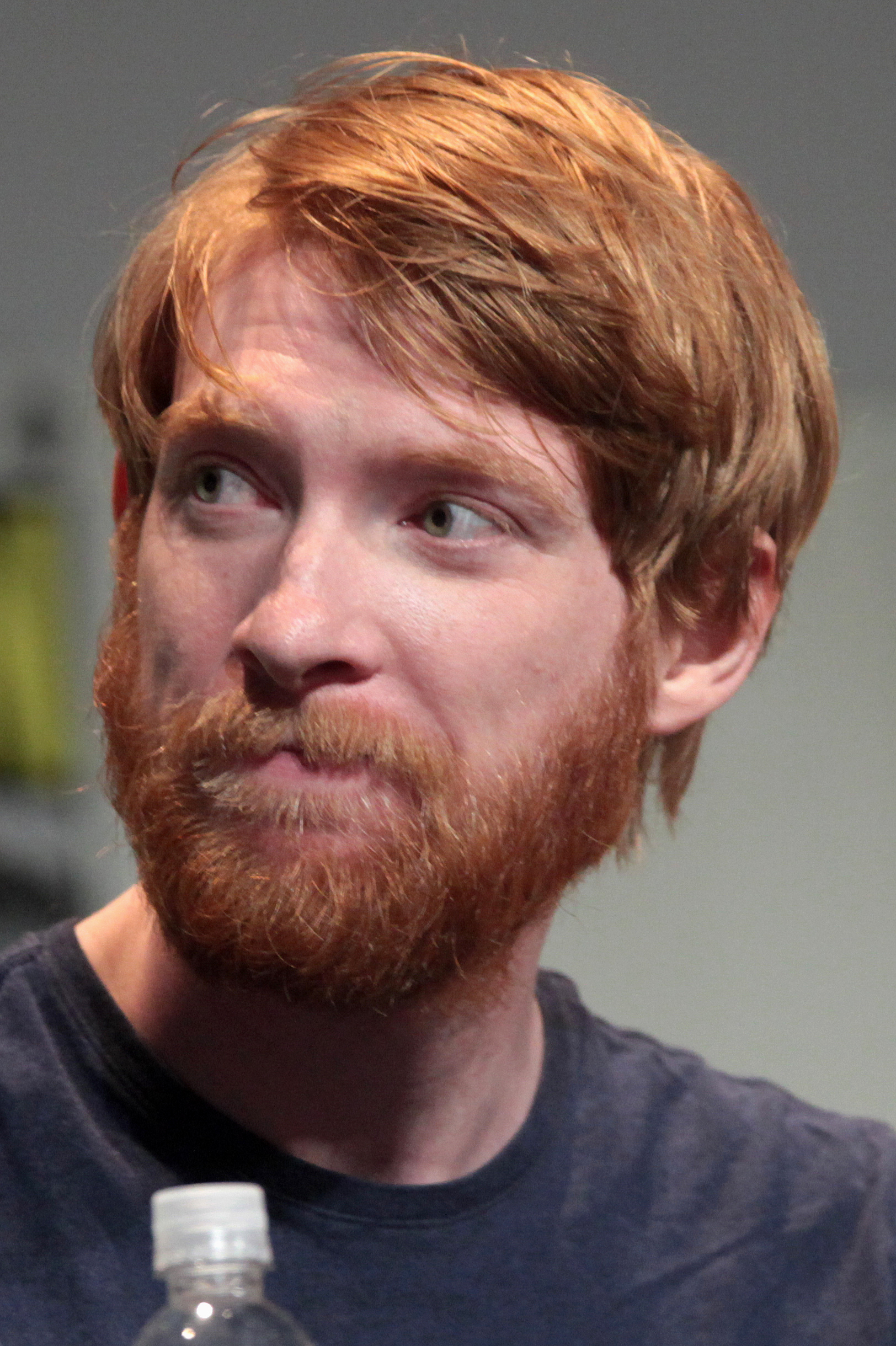
Domhnall Gleeson übernahm im Film die Rolle von Doctor Faraday

Domhnall Gleeson, der im Film in der Rolle von Doctor Faraday zu sehen ist, hatte zuletzt mit Abrahamson für den Film Frank zusammengearbeitet.
Die Dreharbeiten wurden am 6. Juli 2017 begonnen und fanden unter anderem in der Nähe von London, in Yorkshire und im englischen Winslow in Buckinghamshire statt. Als Kameramann fungierte Ole Bratt Birkeland.
Die Filmmusik komponierte Stephen Rennicks. Zuletzt hatte Abrahamson mit Rennicks für den 2015 erschienenen Film Raum zusammengearbeitet. Der Soundtrack, der insgesamt 36 Musikstücke umfasst, wurde am 31. August 2018 von Back Lot Music als Download veröffentlicht.
Ein erster Trailer wurde im Juni 2018 veröffentlicht, ein weiterer im August 2018. Der Film kam am 31. August 2018 in die US-amerikanischen Kinos.

## Rezeption

### Altersfreigabe
In den USA erhielt der Film von der MPAA ein R-Rating, was einer Freigabe ab 17 Jahren entspricht.

### Auszeichnungen
Irish Academy Awards 2020
- Nominierung für die Beste Filmmusik (Stephen Rennicks)
- Nominierung für den Besten Ton (Steve Fanagan und Niall Brady)[10]

London Critics’ Circle Film Awards 2019
- Nominierung als Young British/Irish Performer Of The Year (Liv Hill, auch für Jellyfish)[11]